# Gottlieb Budacker
Gottlieb Budacker (Budakker Gottlieb) (Beszterce, 1825. május 4. – 1867. január 8.) erdélyi szász evangélikus lelkész.

## Élete
1844-től a boroszlói és lipcsei egyetemen tanult. 1853. június 19-én a besztercei evangélikus gimnázium igazgatója lett. 1854-től 1862-ig kiadta a besztercei gimnázium értesítőit, amelyben iskolai híreket tartalmazó saját cikkei is megjelentek. 1862 októberében szászlekencei lelkésszé választották.

## Munkái
- Predigt, gehalten in Hermannstadt am Tage der Eröffnung der Landes-Kirchen-Versammlung der ev. Kirche A. B. in Siebenbürgen, den 11. Dez. 1847. Hermannstadt.
- Die Erbgrafschaft von Bistritz. In: Programm des evangelischen Gymnasium zu Bistritz 1855.
- Über die Entwicklung des Bibliothekwesens an der Bistritzer Lehranstalt in den letzten sechs Jahren. In:Programm des evangelischen Gymnasium zu Bistritz 1861.